# Лаутен
Лаутен (тетум Lautein, порт. Lautém) — один из 13 округов Восточного Тимора. Занимает крайнюю восточную оконечность острова Тимор. Площадь территории составляет 1813,11 км². Административный центр — город Лоспалос, расположен в 248 км к востоку от Дили.

## География и климат

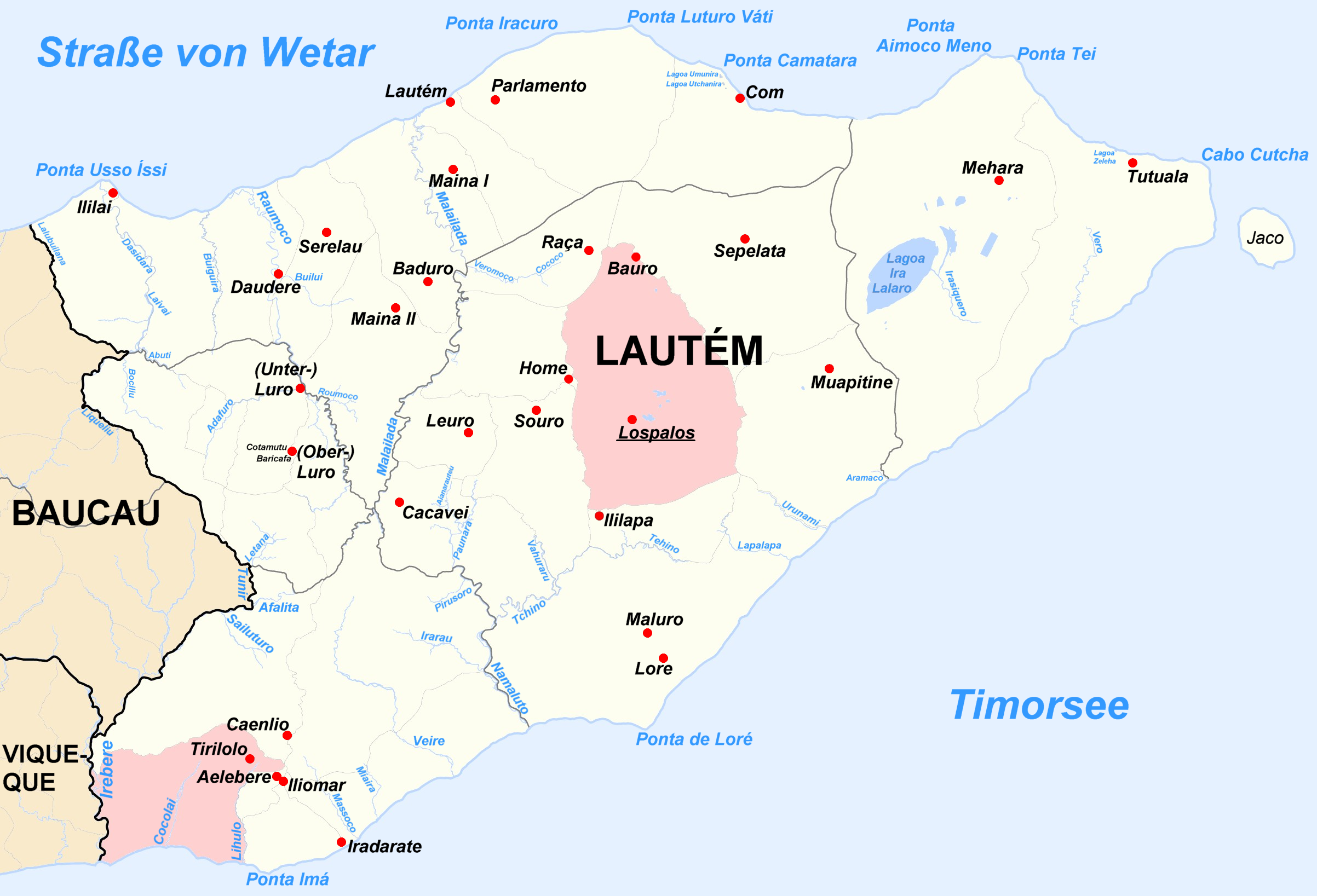
Карта округа

На западе район граничит с округом Баукау, на юго-западе — с округом Викеке. На севере омывается водами моря Банда, а на юге — водами Тиморского моря. В состав округа входят также крайняя восточная точка острова Тимор, мыс Кутча, расположенный вблизи деревни Тулуала, а также небольшой остров Жаку. Преобладает холмистый и гористый рельеф. Высшая точка провинции, гора Легумау, составляет 1297 м над уровнем моря и располагается в подокруге Луро. В подокруге Тутуала расположено самое большое озеро Восточного Тимора Ира-Лаларо с площадью зеркала около 2200 га. Уровень воды в нём сильно варьирует в зависимости от сезона года. Основные реки включают: Веру, Ирасикеру, Раумоку, Дасидара, Малайлада, Иребере, Намалуту и многие др.
Сухой сезон продолжается с августа по октябрь, однако его продолжительность сильно изменяется в зависимости от конкретного района. Ливни, обрушивающиеся на округ во время сезона дождей, зачастую приводят к наводнениям и значительным разрушениям. Так, в июне 2001 года основная дорога, ведущая из Лоспалоса в Баукау, была сильно повреждена. Средние температуры изменяются в течение года от 23,6 до 31,8 °C, однако могут превышать и 38 °C.

## Население
Население округа по данным на 2010 год составляет 59 787 человек; для сравнения, в 2004 году оно насчитывало 55 921 человек. Средняя плотность населения составляет около 32,97 чел./км². Средний возраст населения по данным на 2010 год составляет 17 лет. В период с 1990 по 2004 годы ежегодный прирост населения насчитывал в среднем 1,72 %. Детская смертность на 2002 составляла в Лоспалосе — 68 (для сравнения на 1996: 102), в Лаутене — 89 (126), в Луру — 101 (152), в Илиомаре — 129 (119) и в Тутуале 140 (81) на 1000 новорождённых. В среднем по округу этот показатель составил 98 на 1000 новорождённых.
62,5 % населения говорят на языке фаталуку; 22,7 % — на макасаи и 12,5 % — на макалеру. 33,5 % населения говорят на языке тетум как на втором; 10,1 % владеют португальским; 41,1 % — индонезийским. Уровень неграмотности составляет 61,1 % (65,9 % у женщин и 56,0 % — у мужчин). Среднюю школу закончили лишь около 40 % населения, а высшее образование имеет только 2,7 % населения.

## Административное деление
В административном отношении подразделяется на 5 подрайонов:
| Подрайон | Население, чел. (2010) | Площадь, км² |
| -------- | ---------------------- | ------------ |
| Илиомар  | 7201                   | 302,17       |
| Лаутен   | 14 147                 | 448,38       |
| Лоспалос | 29 236                 | 623,93       |
| Луру     | 5367                   | 128,28       |
| Тутуала  | 3836                   | 310,36       |

## Галерея

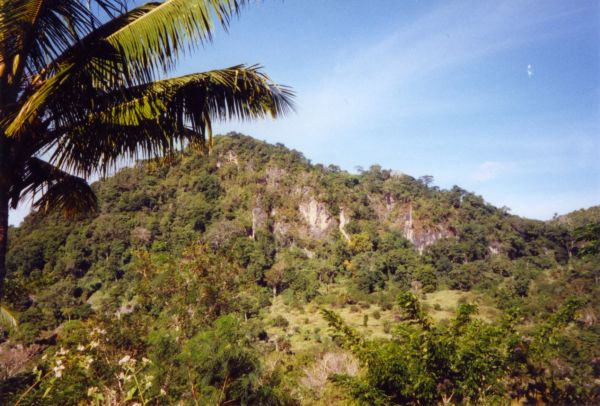
Клиф недалеко от деревни Тутуала
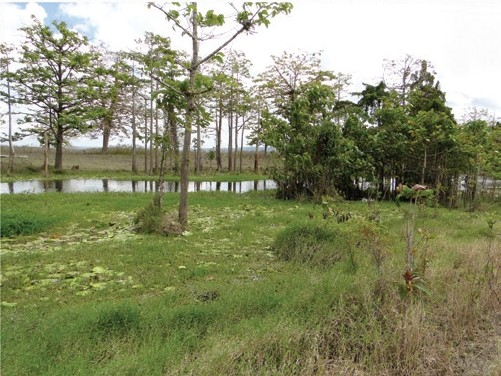
Местность вблизи озера Ира-Лаларо
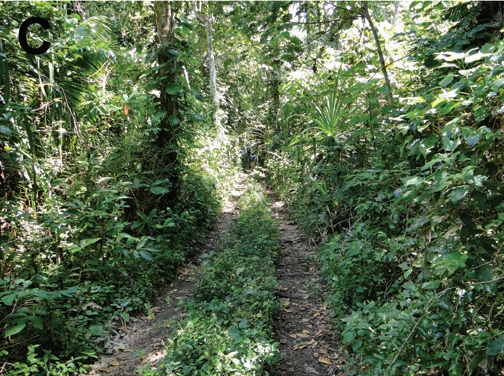
Вечнозелёные тропические леса в округе Лаутен
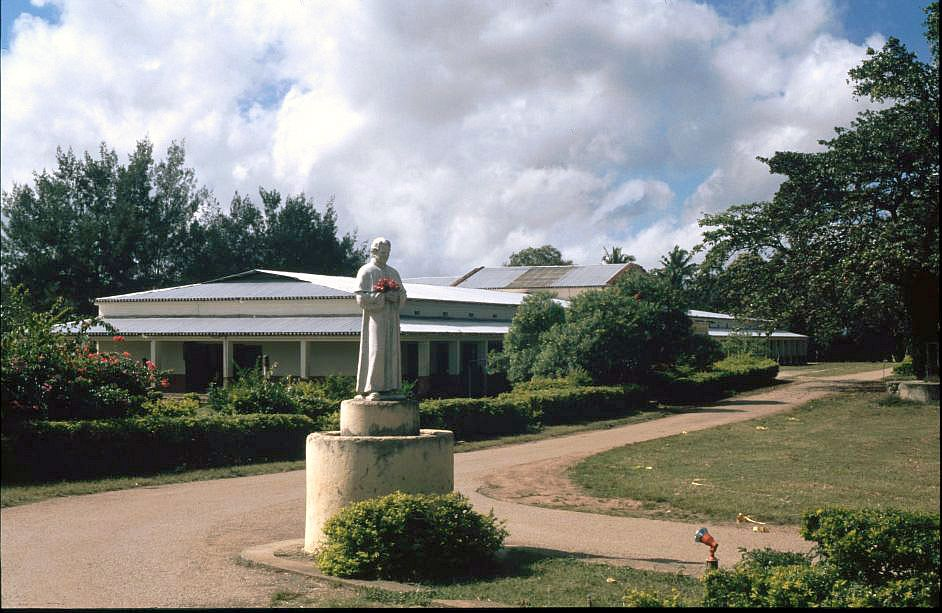
Колледж Дон-Боско в Фуилоро
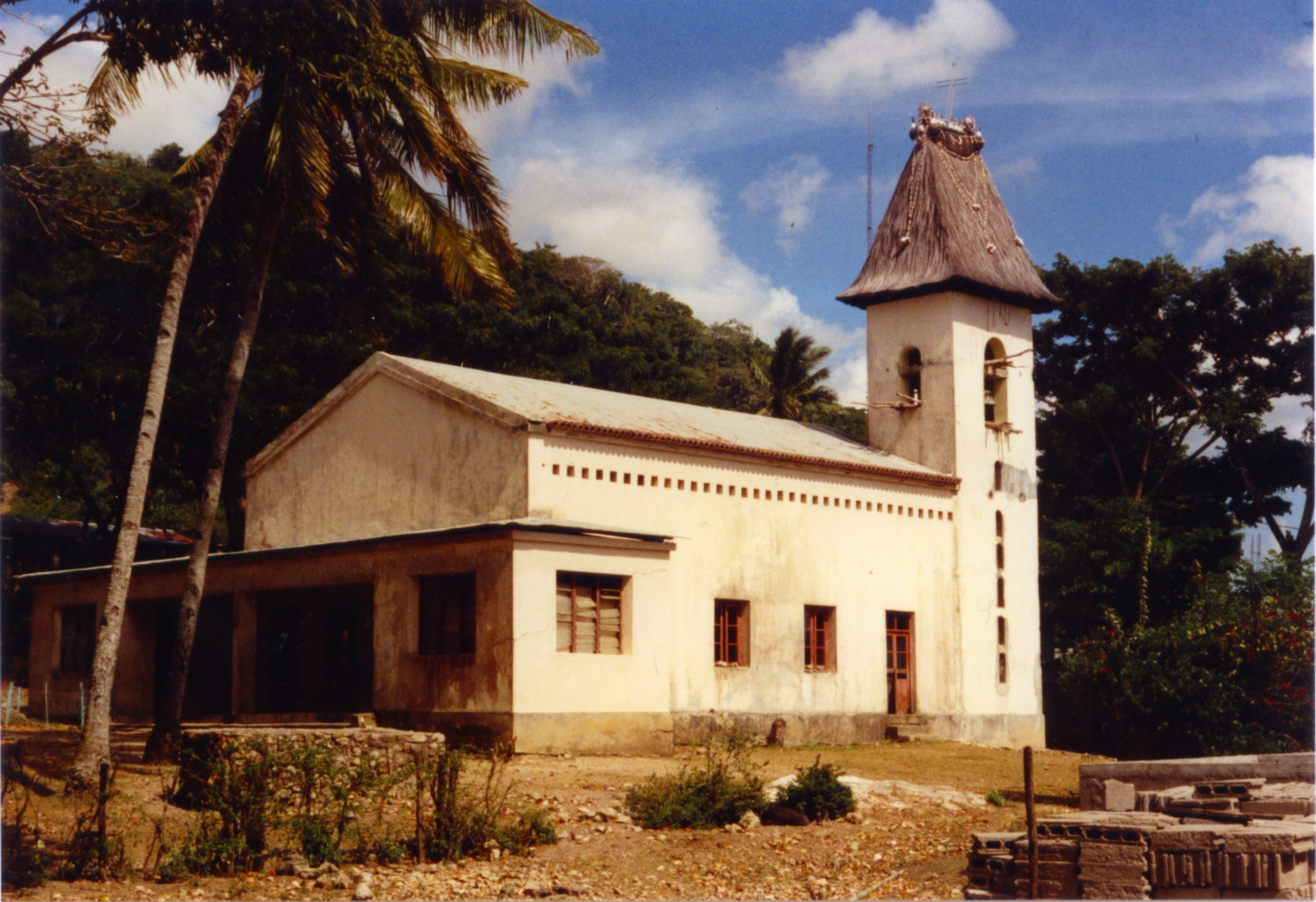
Церковь в Тутуале
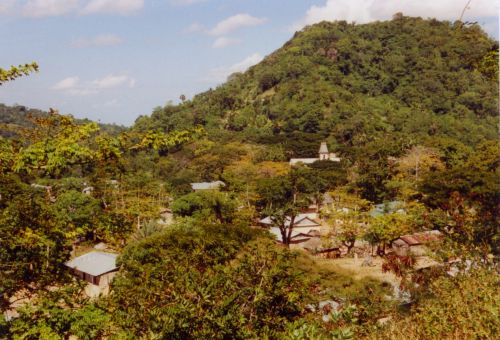
Вид на деревню Тутуала